# Holstein Kiel (Frauenfußball)
Die Frauenfußballabteilung von Holstein Kiel besteht seit 2004 und umfasst zwei Frauen- und drei Mädchenmannschaften (U17, U15, U13). Die erste Mannschaft spielt in der drittklassigen Regionalliga Nord, die zweite in der viertklassigen Oberliga Schleswig-Holstein. Spielort der Liga ist die Kieler Waldwiese.

## Geschichte
Der damalige Regionalligist Wittenseer SV-TUS Felde löste 2004 seine Frauenfußballabteilung auf und beantragte beim SHFV die „Statusübertragung“ zu Holstein Kiel. Zusammen mit der Frauenfußballabteilung des TSV Schilksee (Trainer Heinz Siebolds) sollte in der Regionalliga Holstein Kiel vertreten werden. Der Vorstand von Holstein Kiel stimmte mit 4:3 Stimmen zu, allerdings wurden die Fußballerinnen zunächst nicht als Abteilung, sondern als Projekt „Holstein Woman“ geführt. Da die Namensgebung der Mannschaft in Anlehnung an eine lokale Zeitschrift geschah, war „Woman“ statt „Women“ die korrekte Bezeichnung des Teams. Später wurde dies in die korrekte englische Schreibweise "Women" geändert. Die Mannschaft wurde anfangs durch einige Spielerinnen der zweiten Mannschaft des Hamburger SV verstärkt, die vom Projekt „Holstein Woman“ hörten und aus Hamburg an ihren alten Wohnort Kiel zurückkehrten.
In der ersten Saison 2004/05 wurden die Holstein Women auf Anhieb Meister der Regionalliga Nord. Außerdem gewann die Mannschaft den schleswig-holsteinischen Pokal und die zweite Mannschaft schaffte den Aufstieg in die Verbandsliga Schleswig-Holstein. Mit Nina Jokuschies brachten die Holstein Women auch eine U-19 Juniorinnen Nationalspielerin hervor, die 2004 mit der Nationalmannschaft Weltmeisterin in Thailand wurde.
Nach der guten ersten Zweitliga Saison 2005/06 wurden die „Holstein Women“ in die Amateurabteilung der KSV Holstein integriert. Somit wurde der Projektstatus abgelegt und die „Holstein Women“ eine offizielle Abteilung der KSV Holstein. Nachdem man sich vier Jahre souverän in der 2. Liga halten konnte, beendete man die Saison 2009/10 auf dem 10. Tabellenplatz. Somit musste man in die Relegation und traf dort auf FFC Wacker München, den Zehntplatzierten der Süd-Staffel. Nach einem 0:0 im Hinspiel in München konnte man durch ein 1:0-Heimsieg die Relegation für sich entscheiden und blieb somit in der 2. Bundesliga. In der Saison 2010/11 konnte jedoch der Abstieg nicht verhindert werden und die Mannschaft stieg nach sechs Jahren Zweitklassigkeit in die drittklassige Regionalliga Nord ab. Zwar gelang nach einem Jahr in der Drittklassigkeit zur Saison 2011/12 der Wiederaufstieg in die 2. Bundesliga Nord, aber bereits in der folgenden Spielzeit stieg die Mannschaft wieder ab. Nach dem erneuten Aufstieg in die 2. Bundesliga im Jahre 2014 stieg man zwei Jahre später erneut in die Regionalliga ab. Ende April 2018 gab es Überlegungen, die Frauenfußballabteilung zur Saison 2018/19 aus finanziellen Gründen dem VfB Kiel anzugliedern, man verständigte sich aber auf eine weitere Zusammenarbeit.

## Statistik

### Erfolge
- Meister der Regionalliga: 2005, 2012, 2014
- Schleswig-Holsteinischer Pokalsieger: 2005, 2014, 2017, 2018, 2019, 2022, 2023, 2025

### Ewige Tabelle
- Ewige Tabelle der 2. Bundesliga (2004-heute): Platz 26

Stand Saisonende 2024/25

### Saisonbilanzen
Grün unterlegte Platzierungen kennzeichnen einen Aufstieg, rot unterlegte einen Abstieg.
| Saison  | Liga                        | Platz | S  | U | N  | Tore  | Punkte | DFB-Pokal          |
| ------- | --------------------------- | ----- | -- | - | -- | ----- | ------ | ------------------ |
| 2004/05 | Regionalliga Nord           | 1.    | 18 | 1 | 1  | 83:10 | 55     | nicht qualifiziert |
| 2005/06 | 2. Bundesliga Nord          | 6.    | 9  | 6 | 7  | 34:40 | 33     | 2. Runde           |
| 2006/07 | 2. Bundesliga Nord          | 7.    | 9  | 6 | 7  | 38:35 | 33     | 2. Runde           |
| 2007/08 | 2. Bundesliga Nord          | 6.    | 9  | 5 | 8  | 28:31 | 32     | Achtelfinale       |
| 2008/09 | 2. Bundesliga Nord          | 7.    | 8  | 3 | 11 | 27:37 | 27     | 1. Runde           |
| 2009/10 | 2. Bundesliga Nord          | 10.   | 6  | 5 | 11 | 29:45 | 23     | Achtelfinale       |
| 2010/11 | 2. Bundesliga Nord          | 12.   | 2  | 5 | 15 | 12:47 | 11     | 1. Runde           |
| 2011/12 | Regionalliga Nord           | 1.    | 16 | 3 | 3  | 50:16 | 51     | 1. Runde           |
| 2012/13 | 2. Bundesliga Nord          | 11.   | 3  | 4 | 15 | 20:54 | 13     | 2. Runde           |
| 2013/14 | Regionalliga Nord           | 1.    | 18 | 1 | 1  | 77:9  | 55     | 1. Runde           |
| 2014/15 | 2. Bundesliga Nord          | 10.   | 4  | 1 | 17 | 23:70 | 13     | 2. Runde           |
| 2015/16 | 2. Bundesliga Nord          | 12.   | 1  | 2 | 19 | 19:78 | 5      | 2. Runde           |
| 2016/17 | Regionalliga Nord           | 4.    | 10 | 4 | 6  | 43:34 | 34     | 1. Runde           |
| 2017/18 | Regionalliga Nord           | 5.    | 12 | 3 | 7  | 54:43 | 39     | 1. Runde           |
| 2018/19 | Regionalliga Nord           | 4.    | 10 | 7 | 5  | 43:33 | 37     | 1. Runde           |
| 2019/20 | Regionalliga Nord           | 4.    | 7  | 1 | 5  | 32:34 | 22     | 2. Runde           |
| 2020/21 | Regionalliga Nord Staffel B | 2.    | 1  | 1 | 1  | 9:8   | 4      | 1. Runde           |
| 2021/22 | Regionalliga Nord           | 2.    | 19 | 1 | 6  | 68:36 | 58     | 1. Runde           |
| 2022/23 | Regionalliga Nord           | 6.    | 12 | 5 | 9  | 63:54 | 41     | 1. Runde           |
| 2023/24 | Regionalliga Nord           | 8.    | 8  | 4 | 10 | 46:47 | 28     | 1. Runde           |
| 2024/25 | Regionalliga Nord           | 3.    | 14 | 2 | 6  | 48:37 | 44     | nicht qualifiziert |
| 2025/26 | Regionalliga Nord           |       |    |   |    | :     |        | Play-offs          |

## Jugend
Neben der ersten und zweiten Frauen-Mannschaft spielen die B-Juniorinnen in der B-Juniorinnen Oberliga Schleswig-Holstein. Andere Juniorinnen Mannschaften gibt es zurzeit nicht, bis 2016 existierte eine U 15 Mannschaft. Die B-Juniorinnen gewannen 2006, 2007, 2008, 2009, 2010 und 2012 die Schleswig-Holstein-Liga-Spielzeiten. Dadurch qualifizierten sich die B-Juniorinnen für die Norddeutsche Meisterschaft, die sie 2008 gegen die B-Juniorinnen von Werder Bremen gewannen. Viermal scheiterte man im Finale und wurde Norddeutscher Vizemeister. Durch den Gewinn der Norddeutschen Meisterschaft 2008 qualifizierten sich die B-Juniorinnen auch für die Deutsche B-Juniorinnen-Meisterschaft, in der sie in der Qualifikationsrunde scheiterten. 2012 gewannen die B-Juniorinnen das Gütersloher Hallenmasters, die inoffizielle deutsche Hallenmeisterschaft. Von 2012 bis 2016 spielten die B-Juniorinnen in der B-Juniorinnen-Bundesliga.
Die „Holstein Women“ sind generell sehr kooperationsfreundlich und verfolgen das Ziel, den Frauenfußball/Mädchenfußball im Land weiter zu fördern und zu unterstützen. In der Vergangenheit förderte der Verein in Kooperation mit dem Post- und Telekom Sportverein Kronshagen/Kiel Mädchenfußball in den Altersklassen D und E. Auf örtlicher Ebene nahmen die Mädchenmannschaften in Freundschaftsspielen am Spielbetrieb teil.